# Andrés Coloma
Andrés Coloma Sanjuan (Ibi, 30 de novembre de 1907 - Torrent, 20 de febrer de 1964), més conegut com a Clásico va ser un famós torero valencià en actiu entre els anys 20 i 40.
Clásico va nàixer a Ibi (L'Alcoià) el 30 de novembre de 1907. Es traslladà a viure a la veïna ciutat d'Alcoi amb només cinc anys. Des de ben petit va anar conreant la seua afició a la tauromàquia, assistint a capejades i festes de vaquetes en les poblacions de la comarca. La seua primera capejada la va fer a Tibi (L'Alcoià).
En agost de 1921, amb només tretze anys, va fer un viatge per La Manxa i, al poble toledà de San Román de los Montes, va participar en una capejada, però va ser ferit pel bou que muletejava, patint una cornada de cinc centímetres a l'engonal, de resultes de la qual van arribar a combregar-lo amb l'extremunció. Un mes després, però, ja restablert, s'hi va llançar com a espontani al cós de Talavera de la Reina el 8 de setembre, on hi torejaven Dominguín i Mariano Montes. Va continuar fent viatges per pobles de la Manxa, Andalusia i Madrid, familiaritzant-se amb els ambients taurins.
De tornada a Alcoi, va treballar de selfactiner uns anys, però participant en capejades locals. Amat Casares comenta com va rebre el seu malnom: una vesprada estant al popular café El Trabajo d'Alcoi, Àngel, el cambrer, li va preguntar quin era el seu 'nom de guerra' com a torero. Com que Andrés no va respondre, aquell li diu: No dius que tens un toreo clàssic? Pues 'Clásico'. I així fou batejat.

## Toreig professional
Va vestir per primera vegada, de curt, a Gandia, com a banderiller del torejador de jònecs (novillero) Gallardo. Com a matador, debutà a la plaça de Huéscar (Granada) el 19 de juny de 1924, on no va tindre massa èxit. Decideix, però, abandonar el treball de teixidor aqueix mateix estiu, i el 15 d'agost saltà a l'arena com a capitalista (espontani) a la plaça de bous de Xàtiva. Ho va fer tan bé que el públic i el mateix matador de tanda, Fausto Barajas, van demanar a la policia que no el detinguera. Andrés va tornar al seu seient i Barajas li va brindar la mort de l'últim bou de la vesprada, davant el clamor del públic.
A partir de llavors, l'industrial alcoià don Ernesto Mataix s'hi va interessar i va començar de bo i bo la carrera de Clásico, fent el passetget a Bocairent el 31 d'agost i a Xàtiva el 28 de setembre i 5 d'octubre. Per tal de preparar la temporada següent, s'hi trasllada a Salamanca, on participa a diversos provadors (tentaderos), finançat amb la venda de participacions de loteria. Tornarà a la ciutat xarra per a entrenar-se a l'hivern de 1925-6.
Des de la temporada de 1925 és un torero ben conegut a la seua ciutat d'adopció, Alcoi, on el coneixen com el xiquet, fent 12 jonegades en diversos cossos valencians el 1925. La temporada de 1926 va ser exitosa, tot i que el torero era encara inexpert i va ser voltejat algunes vegades. Debuta a la plaça de Vista Alegre de Carabanxel (Madrid), obtenint una orella eixe dia, 11 d'abril, i dues orelles el 26 d'abril, ocasió en què pateix una cornada de 10 cms. a l'anus. El seu entusiasme, però, agrada a la crítica i compensa la seua inexperiència.
El 20 de juny de 1926 inaugura la nova plaça de bous d'Alcoi en un ambient de festa absoluta.
El 18 de juliol del mateix any és presentat a Madrid al cós de la carretera d'Aragó, però la seua manca d'experiència i la mansuetud del ramat li fan fracassar. El públic i la crítica el tracten molt durament, donant peu a una polèmica local entre partidaris i detractors.
És el 22 de maig de 1927 quan aconseguix eixir per la porta gran de la plaça de bous de València. És agafat pel bou a Burgos, i continua després de recuperar-se a Xàtiva, Monòver i altres llocs amb divers èxit. El 27 de novembre patix l'agressió d'un afeccionat alcoià, qui el va ferir al pols i la galta amb un ganivet.
Clásico va prendre l'alternativa el 30 de setembre de 1928 a Xàtiva, amb bous de la ramaderia de José Bueno, i acompanyat dels valencians Vicente Barrera, padrí de l'alternativa, i Enrique Torres, testimoni. La correguda va ser un rotund èxit. Mesos després, el 9 de juny de 1929, és presentat com a matador a Alcoi. Torejarà a diverses places com ara Lisboa, Almeria, Guadalajara i València.
A la tardor de 1928 comença una campanya per terres americanes, torejant a Caracas (Veneçuela), Santa Marta (Colòmbia), Lima (Perú) i La Paz (Bolívia).

Després d'aquesta temporada de gran èxit, comença una època grisa per al torero alcoià. Toreja a Bogotá el 1931, però en tornar a Alcoi, ha de renunciar a l'alternativa. Actua en places locals, i en novembre d'eixe any s'incorpora al Regiment Vizcaya d'Alcoi. Contrau matrimoni amb Dolores Mira Reig el 14 de desembre de 1931. Gradualment, van espaiant-se les seues actuacions, torejant esporàdicament entre 1932 i 1937. Vestix el trage de llums per última vegada el 16 d'abril de 1944. 

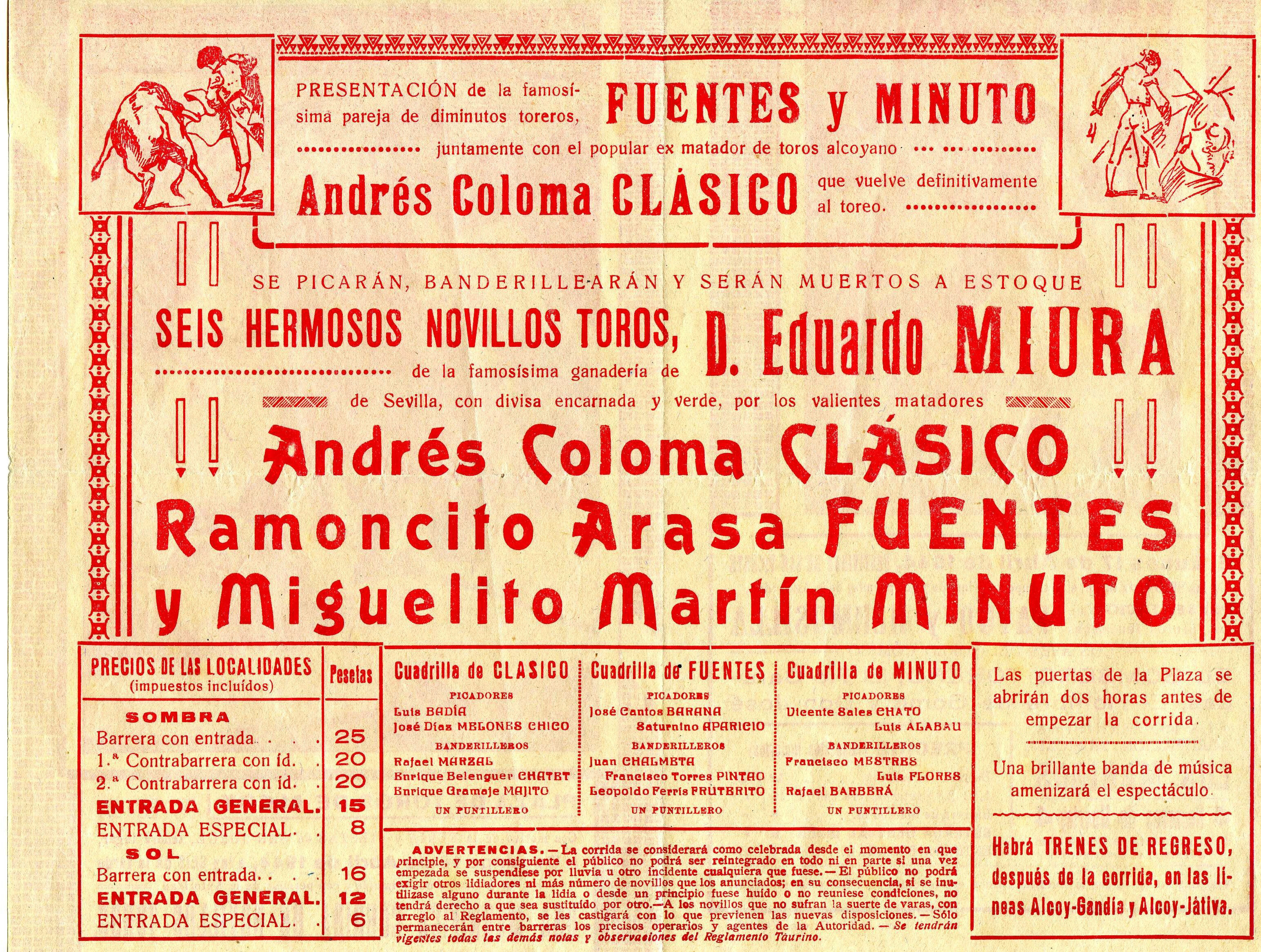
Última aparició de Clásico vestint el trage de llums, torejant bous de Miura. Alcoi, 16 d'abril de 1944

Clásico va ser un torero molt voluntariós i valent, fins i tot temerari, brillant amb el capot, però mancat de tècnica. Els accidents amb els astats van ser constants en la seua carrera, passant-li factura al cap dels anys.
Andrés Coloma Sanjuan va morir a Torrent (L'Horta) el 20 de febrer de 1964.

## Clásicoen la cultura popular
Clásico va tindre un ressò extraordinari a la seua ciutat, Alcoi. Ja el 1925 s'hi va inaugurar el Club Clásico als antics locals de El Serpis, a la cantonada del carrer Venerable Ridaura amb Sant Josep, lloc on el torero seria agredit dos anys després. En març de 1926 els alcoians residents a Barcelona hi inauguraren un altre Club Clásico paral·lel. La Penya Clásico es constituí en febrer del 1929 a les instal·lacions del Bar Regio, al carrer Sant Mateu 94.
1927 Clásico va ser adoptat com a marca d'una soda refrescant (llimonada de paperet) local comercialitzada per J. Cortés.
També sembla que va ser la marca d'un paper de fumar i d'un café-gelat alcoians.
A Alcoi es van fer molt famoses les següents cobles referides a ell:
Ell és torero d'Alcoi

l'orgull dels seus paisans, 

i les xiques bambuneres

i les xiques del Pay-Pay

i totes les peladilles

que fan paper de fumar, 

les modistes, les sastresses

i totes en general, 

estan contentes i alegres

de vorer que el seu paisà

va a torejar el diumenge

a la plaça d'Alacant. 
Veniu cap ací

xiquetes d'Alcoi,

d'ací a quatre dies

ja tenim plaça de bous; 

torejarà Clásico

una novillà, 

aniran manoles

a vore-lo torejar. 

¡Ai Clasiquito, 

no el dones pisto, 

que de toreros

millors n'hi ha; 

la teua nòvia

no sap què fer-se

perquè el dumenge

torejaràs ! 
(Aquesta última cantada al so de la coneguda sarsuela Los Gavilanes.)
També hi va haver un pas-doble en el seu honor: Clásico, del compositor alcoià Evaristo Pérez Monllor (1926).
Una representació seua, en titella, és un dels personatges del Betlem de Tirisiti, on se l'anomena amb el nom de Clásico, el torero alcoià nom pel qual encara és recordat hui en dia per jóvens i grans.